# بخش بریستول (شهرستان ترامپول، اوهایو)
بخش بریستول (به انگلیسی: Bristol Township) یک منطقهٔ مسکونی در ایالات متحده آمریکا است که در شهرستان ترامبل، اوهایو واقع شده‌است.
 بخش بریستول ۶۷٫۳ کیلومتر مربع مساحت و ۳٬۱۵۴ نفر جمعیت دارد و ۲۷۷ متر بالاتر از سطح دریا واقع شده‌است.